# Pseudohydrosme gabunensis
Pseudohydrosme gabunensis är en kallaväxtart som beskrevs av Adolf Engler. Pseudohydrosme gabunensis ingår i släktet Pseudohydrosme och familjen kallaväxter.
Artens utbredningsområde är Gabon. Inga underarter finns listade.